# 上荻
上荻（かみおぎ）は、東京都杉並区の町名。現行行政地名は上荻一丁目から四丁目。住居表示実施済区域。

## 地理

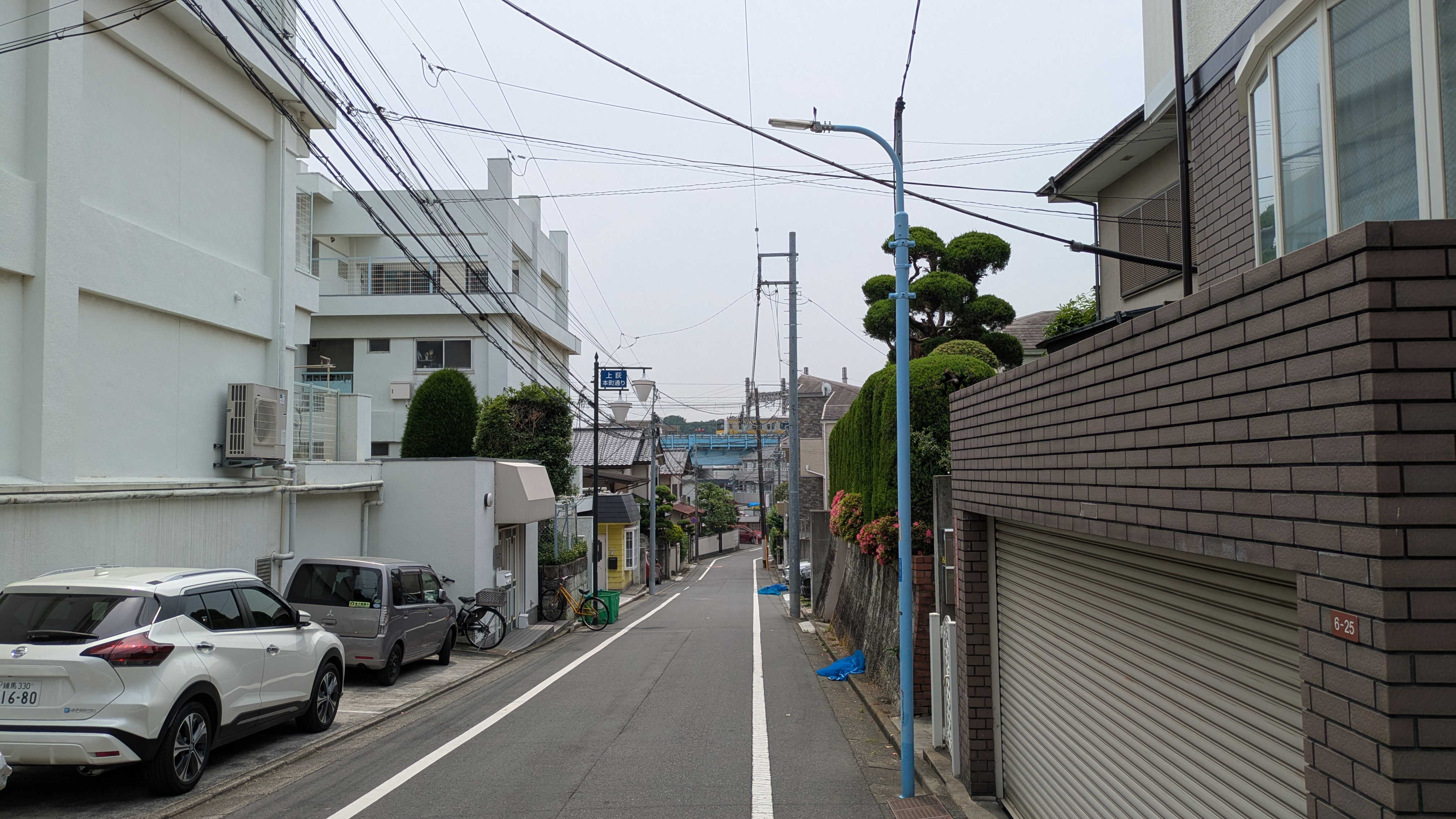
善福寺川による起伏ある住宅街（上荻3丁目）(2025年5月)

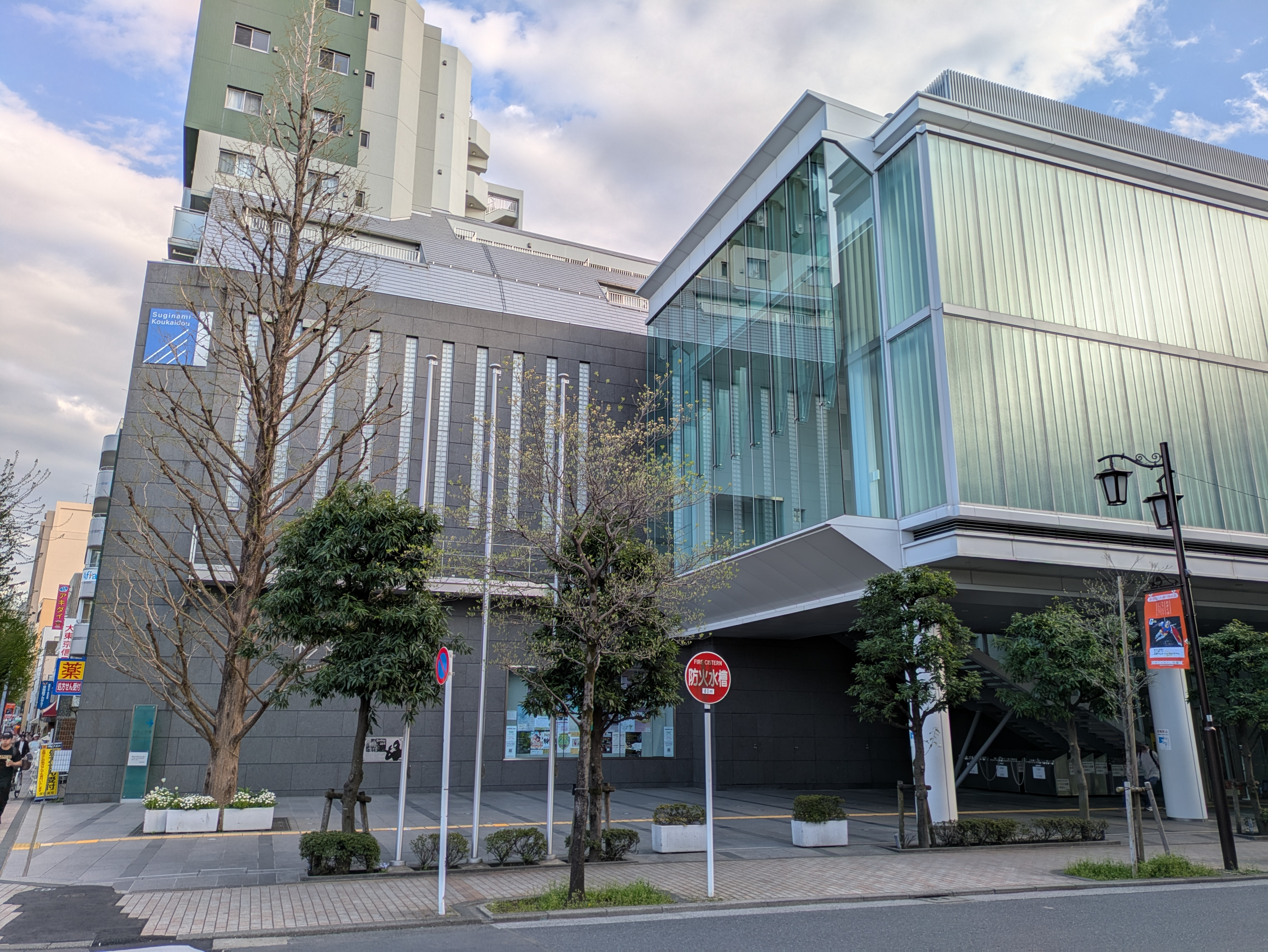
杉並公会堂(上荻1丁目)(2025年4月)

東京都杉並区の中央部に位置する。荻窪地域の北側に位置することに由来する。北部は青梅街道を境に桃井・清水・天沼に接する。南部はJR線の線路を境に荻窪・南荻窪、西部は善福寺・西荻北に接する。荻窪駅北口周辺は商業施設が多いが、その他は住宅地となっている。一丁目と二丁目の間には環八通りが縦貫している。

### 河川
- 善福寺川

### 地価
商業地の地価は、2025年（令和7年）1月1日の公示地価によれば、上荻1-8-9の地点で417万円/m2となっている。

## 歴史
かつては上荻窪村・下荻窪村の一部であった。住居表示実施により上荻窪が成立した。
2012年、東京都は上荻一丁目を都迷惑防止条例に基づき、客引きやスカウトのみならず、それらを行うために待機する行為なども禁止する区域に指定。

## 経済

### 産業
店舗・企業
- アキダイ 荻窪店（1丁目、スーパーマーケット）
- グロービートジャパン 本社（1丁目、ラーメン店経営及びフランチャイズ事業）

### 事業所
2021年（令和3年）現在の経済センサス調査による事業所数と従業員数は以下の通りである。
| 丁目       | 事業所数  | 従業員数 |
| ---------- | --------- | -------- |
| 上荻一丁目 | 635事業所 | 7,529人  |
| 上荻二丁目 | 163事業所 | 1,251人  |
| 上荻三丁目 | 60事業所  | 314人    |
| 上荻四丁目 | 94事業所  | 537人    |
| 計         | 952事業所 | 9,631人  |

#### 事業者数の変遷
経済センサスによる事業所数の推移。
| 年                 | 事業者数 |
| ------------------ | -------- |
| 2016年（平成28年） | 970      |
| 2021年（令和3年）  | 952      |

#### 従業員数の変遷
経済センサスによる従業員数の推移。
| 年                 | 従業員数 |
| ------------------ | -------- |
| 2016年（平成28年） | 9,237    |
| 2021年（令和3年）  | 9,631    |

## 世帯数と人口
2025年（令和7年）3月1日現在（杉並区発表）の世帯数と人口は以下の通りである。
| 丁目       | 世帯数    | 人口     |
| ---------- | --------- | -------- |
| 上荻一丁目 | 1,213世帯 | 1,748人  |
| 上荻二丁目 | 3,225世帯 | 5,038人  |
| 上荻三丁目 | 1,801世帯 | 3,504人  |
| 上荻四丁目 | 2,095世帯 | 3,581人  |
| 計         | 8,334世帯 | 13,871人 |

### 人口の変遷
国勢調査による人口の推移。
| 年                 | 人口   |
| ------------------ | ------ |
| 1995年（平成7年）  | 11,313 |
| 2000年（平成12年） | 11,758 |
| 2005年（平成17年） | 11,682 |
| 2010年（平成22年） | 12,622 |
| 2015年（平成27年） | 12,951 |
| 2020年（令和2年）  | 13,892 |

### 世帯数の変遷
国勢調査による世帯数の推移。
| 年                 | 世帯数 |
| ------------------ | ------ |
| 1995年（平成7年）  | 5,675  |
| 2000年（平成12年） | 6,315  |
| 2005年（平成17年） | 6,533  |
| 2010年（平成22年） | 7,385  |
| 2015年（平成27年） | 7,643  |
| 2020年（令和2年）  | 8,334  |

## 学区
区立小・中学校に通う場合、学区は以下の通りとなる（2016年1月時点）。
| 丁目       | 番地                              | 小学校                 | 中学校             |
| ---------- | --------------------------------- | ---------------------- | ------------------ |
| 上荻一丁目 | 全域                              | 杉並区立天沼小学校     | 杉並区立天沼中学校 |
| 上荻二丁目 | 16～20番                          | 杉並区立桃井第二小学校 | 杉並区立天沼中学校 |
| 上荻二丁目 | 1～4番 7～10番 14〜15番 21番      | 杉並区立桃井第二小学校 | 杉並区立井荻中学校 |
| 上荻二丁目 | 5〜6番 11～13番 22～28番 32～42番 | 杉並区立桃井第一小学校 | 杉並区立井荻中学校 |
| 上荻二丁目 | 29〜31番                          | 杉並区立桃井第一小学校 | 杉並区立天沼中学校 |
| 上荻三丁目 | 全域                              | 杉並区立桃井第一小学校 | 杉並区立井荻中学校 |
| 上荻四丁目 | 1～3番 11～25番                   | 杉並区立桃井第一小学校 | 杉並区立井荻中学校 |
| 上荻四丁目 | 4〜10番 26〜30番                  | 杉並区立井荻小学校     | 杉並区立荻窪中学校 |

## 交通

### 鉄道
| 街区内の駅                                                                      |
| ------------------------------------------------------------------------------- |
| JR中央線 JR中央・総武線各駅停車 東京メトロ丸ノ内線 - 荻窪駅(JC 09)(JB 04)(M 01) |

当地一丁目にJR線の荻窪駅がおかれている。東京地下鉄（東京メトロ）の駅は荻窪五丁目に所在。
- エイトライナー ｰｰｰ 同地区を対象とした路線構想

### バス
- 西武バス練馬営業所 ｰｰｰ 周辺の路線を運行している。
- 西武バス上石神井営業所 ｰｰｰ 周辺の路線を運行している。
- 関東バス青梅街道営業所 ｰｰｰ 周辺の路線を運行している。

### 道路
- 青梅街道
- 東京都道311号環状八号線

## 施設
- 杉並公会堂
- 荻窪タウンセブン
- 上荻保育園
- 光明院

## 出身・ゆかりのある人物
- 船越徹（工学博士、東京電機大学名誉教授） - 船越義房の長男[16]。
- 船越義房（工学博士、熊谷組顧問[16]） - 日本クローム工業社長船越作一郎の養子。住所が上荻2丁目[16][17]。
- 渡辺錠太郎（陸軍大将、教育総監） - 二・二六事件で殺害された渡辺錠太郎の私邸が上荻二丁目にあった。

## その他

### 日本郵便
- 郵便番号 : 167-0043[3]（集配局 : 荻窪郵便局[18]）。